# 烏科山 (馬爾卡波馬科查區)
11°31′21″S 76°14′47″W / 11.52250°S 76.24639°W
烏科山（Uqhu），是秘魯的山峰，位於該國中部胡寧大區，由堯利省的馬爾卡波馬科查區負責管轄，屬於安地斯山脈的一部分，海拔高度5,100米。